# Атлетика на Летњим олимпијским играма 1900 — 400 метара за мушкарце
Трчање на 400 метара је атлетска дисциплина која је била на програму Олимпијских игара 1900. у Паризу. Полуфинале је одржано 14. јула 1900. а финале 15. јула 1900. Учествовало је петнест такмичара из шест земаља учесница.

## Земље учеснице
- Данска (1)
- Италија (1}
- Мађарска (2)
- Норвешка (1)
- САД (8)
- Француска (2)

## Рекорди пре почетка такмичења
| Најбољи резултат на свету | 48,5(*) | Едгар Бредин | Уједињено Краљевство | Лондон, Енглеска | 22. јун 1895.  |
| Олимпијски рекорд         | 54,2    | Том Берк     | САД                  | Атина, Грчка     | 6. април 1896. |

(*) овај резултат је био незваничан, јер је био остварен у трци на 440 јарди, односно на 402,34 м

## Освајачи медаља
|                |                    |                   |
| Макси Лонг САД | Вилијам Холанд САД | Ернст Шулц Данска |

## Нови рекорди после завршетка такмичења
| Олимпијски рекорд | 49,4 с | Макси Лонг | САД | Париз, Француска | 15. јул 1900. |

## Резултати

### Полуфинале
У полуфиналу је петнест такмичара било подељено у три групе. По двојица првопласираних из све три групе су се пласирали у финале. Полуфинала су одржана 14. јула 1900.

#### Група 1
| Место | Атлетичар             | Резултат  |
| ----- | --------------------- | --------- |
| 1     | Макси Лонг САД        | 50,4 с ОР |
| 2     | Хари Ли САД           | непознато |
| 3     | Харви Лорд САД        | непознато |
| 4     | Жорж Клемен Француска | непознато |
| 5     | Волтер Драмхелер САД  | непознато |

Лонг је у овој групи лако дошао до победе и поставио је олимпијски рекорд у времену 50,4 с, а Ли је био други.

#### Група 2
| Место | Атлетичар                        | Резултат  |
| ----- | -------------------------------- | --------- |
| 1     | Вилијам Молони САД               | 51,0 с    |
| 2     | Ернст Шулц Данска                | непознато |
| 3     | Charles-Robert Faidide Француска | непознато |
| 4     | Пал Копан Мађарска               | непознато |
| 5     | Ингвар Брин Норвешка             | непознато |

Молони је у овој групи лако дошао до победе испред Шулца који се такође квалификовао за финале.

#### Група 3
| Место | Атлетичар               | Резултат  |
| ----- | ----------------------- | --------- |
| 1     | Диксон Бордмен САД      | 51,2 с    |
| 2     | Вилијам Холанд САД      | непознато |
| 3     | Хенри Слек САД          | непознато |
| 4     | Золтан Шпедл Мађарска   | непознато |
| 5     | Умберто Коломбо Италија | непознато |

Американци су освојили сва три прва места у овој групи.

### Финале
| Место | Атлетичар          | Резултат        |
| ----- | ------------------ | --------------- |
| 1     | Макси Лонг САД     | 49,4 с ОР       |
| 2     | Вилијам Холанд САД | 49,6 с          |
| 3     | Ернст Шулц Данска  | непознато       |
| -     | Диксон Бордмен САД | није учествовао |
| -     | Вилијам Молони САД | није учествовао |
| -     | Хари Ли САД        | није учествовао |

Финале је одржано у недељу, 15. јула 1900. Бордмен, Молони и Ли су одбили да учествују у финалу зато што је оно било на програму у недељу. Лонг и Холанд су добро стартовали а Лонг је имао малу предност током читаве трки и кроз циљ је прошао две десетинке испред Холанда.